# Aplodontochirus borealis
Aplodontochirus borealis – gatunek roztoczy z rzędu Astigmata i rodziny Listrophoridae. Jedyny z monotypowej podrodziny Aplodontochirinae,
Gatunek, rodzaj i podrodzina zostały opisane w 1972 roku przez Alexa Faina i Kerwina E. Hylanda.
Roztocz ten wyróżnia się od Listrophorinae silnie grzbietobrzusznie spłaszczonym ciałem. Holotypowa samica ma długość 336 μm i szerokość 141 μm, a allotypowy samiec 310 μm długości i 134 μm. Wierzch idiosomy z 3 tarczkami u samic i 4 u samców. W przeciwieństwie do Listrophorinae tarczka preskapularna nie nakrywa całej gnatosomy, wskutek czego końcówki nogogłaszczków są widoczne od góry. Błona między szeroko rozstawionymi biodrami odnóży II pary, tworzy skierowane w przód, płatowate wyrostki zasłaniające od spodu tylną ⅓ gnatosomy. Płaty te są jednak płaskie i nie formują tunelu jak u Listrophorinae. Przednie odnóża są S-kształtnie wygięte, silniejsze od II pary i służą za narządy czepne. Odnóża trzech pierwszych par wyposażone są w solenidia, których brak u Listrophorinae. Opistosoma samca z parą dużych przyssawek preanalnych, służących umocowaniu na ciele samicy w trakcie kopulacji oraz parą płatkowatych, częściowo błoniastych wyrostków tylnych.
Jedyny znany gatunek znaleziono na sewelu Aplodontia rufa rufa w Seattle.